# Franky Van der Elst
Franky Van Der Elst (sinh ngày 30 tháng 4 năm 1961) là một cựu cầu thủ và huấn luyện viên bóng đá người Bỉ. Ông từng hai lần danh danh hiệu Chiếc giày vàng Bỉ và tham dự 4 kỳ World Cup từ 1986 đến 1998. Ông được coi là một trong những cầu thủ vĩ đại nhất trong lịch sử bóng đá Bỉ và là huyền thoại Club Brugge.
Năm 2004, Pelé bầu ông vào danh sách FIFA 100.